# Rinorea chevalieri
Rinorea chevalieri är en violväxtart som beskrevs av Arthur Wallis Exell. Rinorea chevalieri ingår i släktet Rinorea och familjen violväxter. Inga underarter finns listade i Catalogue of Life.